# Luke Saville
Luke Saville (ur. 1 lutego 1994 w Barmerze) – australijski tenisista, finalista Australian Open 2020 w grze podwójnej, triumfator wielkoszlemowych turniejów juniorskich Wimbledon 2011 i Australian Open 2012, a także finalista Wimbledonu 2012.
W grudniu 2021 roku jego żoną została tenisistka Darja Gawriłowa.

## Kariera tenisowa

### Kariera juniorska
Podczas turniejów juniorskiego Wielkiego Szlema w latach 2009–2010 nie odnosił sukcesów.
Australijczyk dostał się do finału Australian Open w 2011 roku. Przegrał w nim z reprezentantem Czech, Jiřím Veselým, 0:6, 3:6. Podczas French Open przegrał w pierwszej rundzie z Japończykiem Kaichi Uchidą 6:7(3), 7:5, 4:6.
Australijczyk wygrał juniorski turniej singlowy podczas US Open. W finale pokonał on Brytyjczyka Liama Broadyego w trzech setach: 2:6 6:4 6:2.
W sezonie 2012 Saville zwyciężył w juniorskim turnieju Australian Open. W finale pokonał Kanadyjczyka Filipa Peliwo 6:3, 5:7, 6:4. W lipcu doszedł do finału Wimbledonu, ale przegrał w nim z Peliwo 5:7, 4:6.

### Kariera zawodowa
Zawodowym tenisistą Saville jest od 2012 roku. W zawodach ATP Tour w grze podwójnej osiągnął pięć finałów.
W 2020 roku awansował do meczu mistrzowskiego zawodów deblowych podczas Australian Open. Razem z partnerującym mu Maxem Purcellem przegrali w nim z deblem Rajeev Ram–Joe Salisbury wynikiem 4:6, 2:6.
W rankingu gry pojedynczej Saville najwyżej był na 152. miejscu (23 lutego 2015), a w klasyfikacji gry podwójnej na 23. pozycji (8 listopada 2021).

#### Finały w turniejach ATP Tour
| Legenda                                      |
| -------------------------------------------- |
| Wielki Szlem                                 |
| Igrzyska olimpijskie                         |
| Tennis Masters Cup / ATP Finals              |
| ATP Masters Series / ATP Tour Masters 1000   |
| ATP International Series Gold / ATP Tour 500 |
| ATP International Series / ATP Tour 250      |

##### Gra podwójna (0–5)
| Końcowy wynik | Nr | Data             | Turniej                    | Nawierzchnia  | Partner            | Przeciwnicy                       | Wynik finału       |
| ------------- | -- | ---------------- | -------------------------- | ------------- | ------------------ | --------------------------------- | ------------------ |
| Finalista     | 1. | 2 lutego 2020    | Australian Open, Melbourne | Twarda        | Max Purcell        | Rajeev Ram Joe Salisbury          | 4:6, 2:6           |
| Finalista     | 2. | 1 listopada 2020 | Nur-Sułtan                 | Twarda (hala) | Max Purcell        | Sander Gillé Joran Vliegen        | 5:7, 3:6           |
| Finalista     | 3. | 6 lutego 2022    | Pune                       | Twarda        | John-Patrick Smith | Rohan Bopanna Ramkumar Ramanathan | 7:6(10), 3:6, 6–10 |
| Finalista     | 4. | 24 czerwca 2022  | Eastbourne                 | Trawiasta     | Matwé Middelkoop   | Nikola Mektić Mate Pavić          | 4:6, 2:6           |
| Finalista     | 5. | 25 września 2022 | San Diego                  | Twarda        | Jason Kubler       | Nathaniel Lammons Jackson Withrow | 6:7(5), 2:6        |